# Alfonso Quintana Pena
Alfonso Quintana Pena (Viveiro, 1897 - 1986) fou un advocat i dirigent socialista gallec. Llicenciat en dret i militant del PSOE gallec, fou elegit diputat per la província d'Ourense a les eleccions generals espanyoles de 1931.